# ソースマーキング
ソースマーキングとは商業用語の一つ。POSシステムの急速な普及により商品にはバーコードが貼り付けられるようになったわけであり、そのバーコードは製造されている工場で貼り付けるということである。この事により商品はバーコードが貼り付けられた状態で出荷や流通が行われるようになった。これに対して販売店でバーコードを貼り付けることはインストアマーキングとよばれる。家電業界では1986年よりカタログに掲載されているすべての商品でソースマーキングが行われるようになり、1980年代にはレジを通す商品のほぼ全部にソースマーキングが実施された。現在では業務用機器や工事を必要とする商品の中にはソースマーキングがされていない商品も存在する場合がある。